# Круча (комуна, Сучава)
Круча (рум. Crucea) — комуна у повіті Сучава в Румунії. До складу комуни входять такі села (дані про населення за 2002 рік):
- Кожоч (263 особи)
- Круча (1308 осіб)
- Кіріл (325 осіб)
- Сату-Маре (383 особи)

Комуна розташована на відстані 326 км на північ від Бухареста, 58 км на південний захід від Сучави.

## Населення
За даними перепису населення 2002 року у комуні проживали 2279 осіб.
Національний склад населення комуни:
| Національність | Кількість осіб | Відсоток |
| -------------- | -------------- | -------- |
| румуни         | 2274           | 99,8%    |
| цигани         | 3              | 0,1%     |
| угорці         | 1              | < 0,1%   |
| німці          | 1              | < 0,1%   |

Рідною мовою назвали:
| Мова      | Кількість осіб | Відсоток |
| --------- | -------------- | -------- |
| румунська | 2278           | > 99,9%  |
| угорська  | 1              | < 0,1%   |

Склад населення комуни за віросповіданням:
| Релігія       | Кількість осіб | Відсоток |
| ------------- | -------------- | -------- |
| православні   | 2222           | 97,5%    |
| адвентисти    | 28             | 1,2%     |
| римо-католики | 14             | 0,6%     |
| старообрядці  | 6              | 0,3%     |
| п'ятдесятники | 5              | 0,2%     |
| баптисти      | 4              | 0,2%     |

## Зовнішні посилання
- Дані про комуну Круча на сайті Ghidul Primăriilor [Архівовано 20 травня 2011 у Wayback Machine.]